# Papua Nya Guineas fotbollsförbund
Papua Nya Guineas fotbollsförbund, officiellt Football Federation American Samoa, är ett specialidrottsförbund som organiserar fotbollen på Papua Nya Guinea.
Förbundet grundades 1962 och gick med i OFC 1966. De anslöt sig till Fifa år 1966. Papua Nya Guineas fotbollsförbund har sitt huvudkontor i staden Port Moresby.